# بيتباي
بيتباي هو مزود خدمة دفع بالبيتكوين ومقره في أتلانتا ، جورجيا ، الولايات المتحدة .  تأسست في مايو 2011 على يد توني جاليبي وستيفن بير . توفر بيتباي خدمات معالجة الدفع بالبيتكوين واللايتكوين  للتجار. 

## أنظر أيضا
- كوين بيس
- زابو
- بلوكتشين
- الدائرة (الشركة)
- قائمة شركات البيتكوين

## روابط خارجية
- الموقع الرسمي